# Верховний представник щодо Боснії й Герцеговини

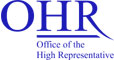
Емблема Апарату Верховного представника

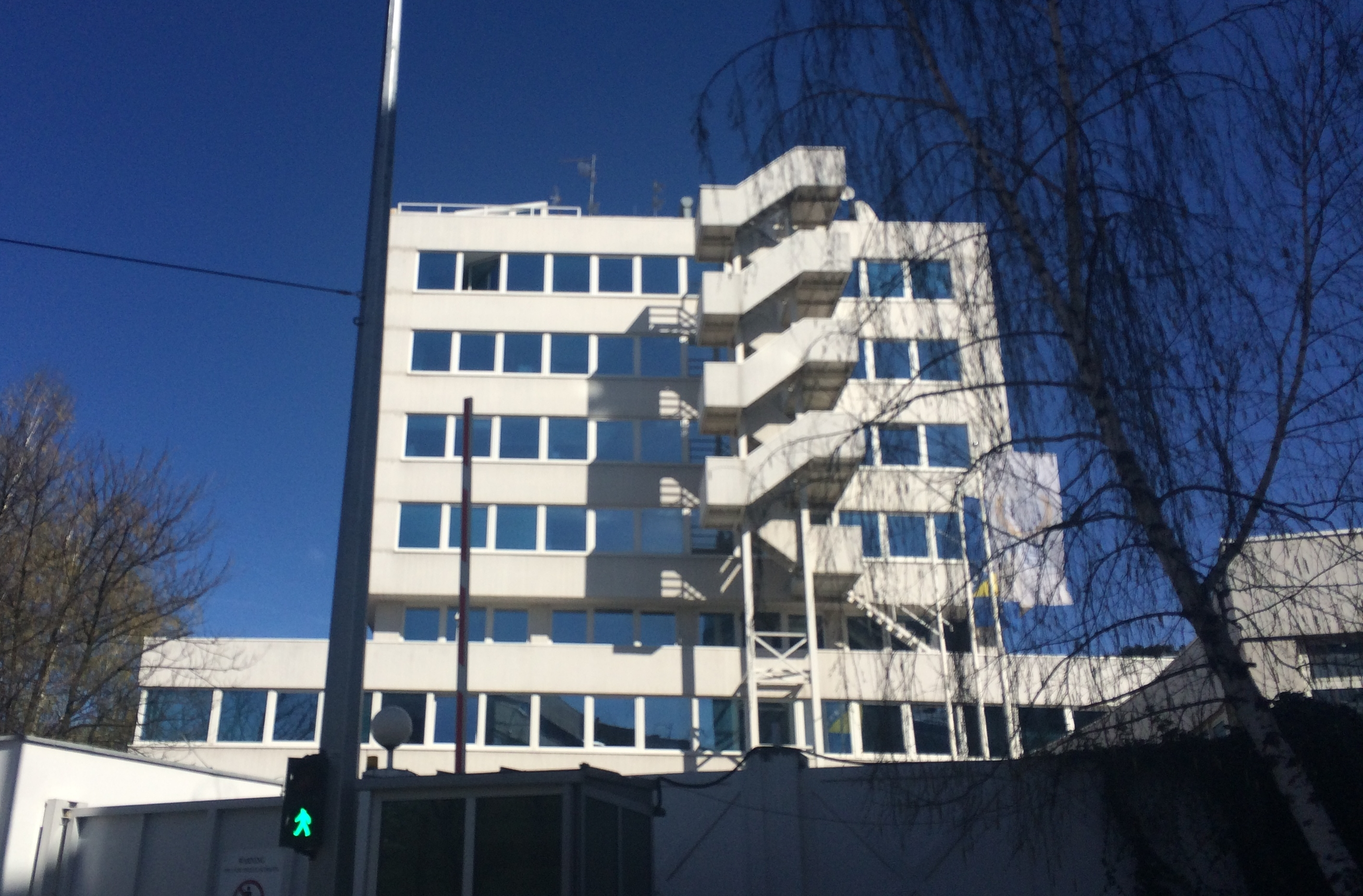
Будова OHR у Грбавиці, Сараєво

Верховний (високий) представник щодо Боснії й Герцеговини (англ. High Representative for Bosnia and Herzegovina, босн. Visoki predstavnik za Bosnu i Hercegovinu, Високи представник за Босну и Херцеговину) — посада, створена для виконання Дейтонської мирної угоди 1995 року. Очолює Апарат Верховного представника (Office of the High Representative, АВП).
Верховний представник і АВП представляють країни, що беруть участь у Дейтонських угодах через Раду з виконання мирної угоди (Peace Implementation Council, РМУ). Верховний представник одночасно є Спеціальним представником Європейського союзу. 27 лютого 2007 року Рада з виконання мирної угоди вирішила припинити мандат Верховного представника з 30 червня 2008 року. Однак у лютому 2008 року було прийнято рішення продовжити мандат на невизначений термін, враховуючи його позитивні показники. Всі Верховні представники мають повноваження ООН.

## Список Верховних представників
- Карл Більдт (14 грудня 1995 — 18 червня 1997)
- Карлос Вестендорп (18 червня 1997 — 18 серпня 1999)
- Вольфганг Петрич (18 серпня 1999 — 27 травня 2002)
- лорд Педді Ешдаун (27 травня 2002 — 31 січня 2006)
- Кристіан Шварц-Шиллінг (31 січня 2006 — 2 липня 2007)
- Мирослав Лайчак (2 липня 2007 — 26 березня 2009)
- Валентин Інцко (26 березня 2009 — 31 липня 2021)
- Крістіан Шмідт (1 серпня 2021 — нині)